# Pont Reine Emma
Le pont Reine Emma (en néerlandais : Koningin Emmabrug) est un pont flottant traversant la baie de St. Anna (en) à Willemstad, la capitale de Curaçao. Il relie les quartiers Punda et Otrobanda (en) de Willemstad. Le pont est articulé et s'ouvre régulièrement pour permettre le passage des navires de haute mer. À l'opposé de la charnière se trouve un petit abri où un opérateur commande deux moteurs diesel faisant tourner des hélices. Les hélices sont montées perpendiculairement à la longueur du pont et lui permettent de pivoter parallèlement au rivage. Le processus ne prend que quelques minutes.

Le pont en 1955
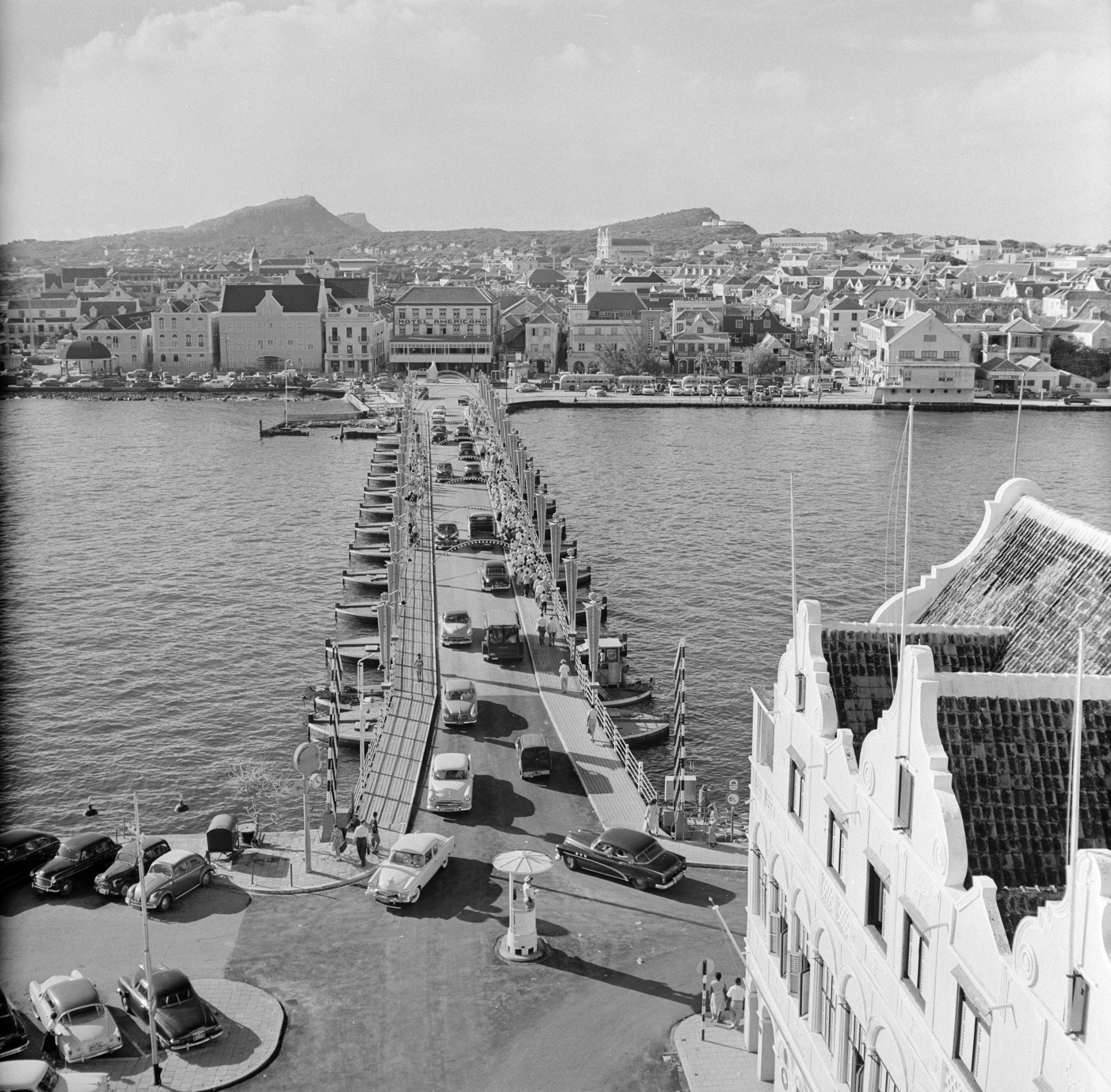
Le pont, fermé et avec circulation automobile
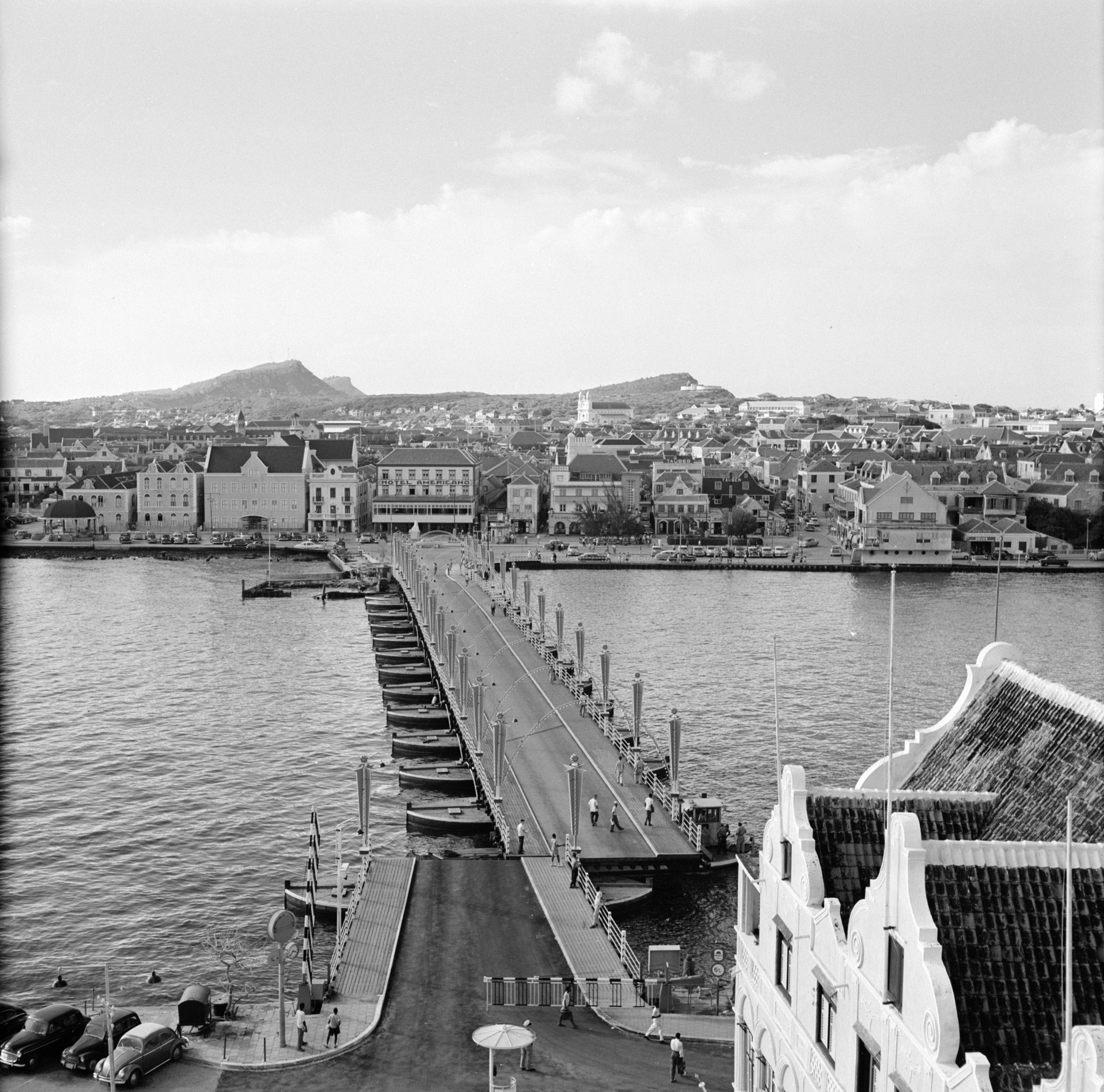
Le pont commence à s'ouvrir
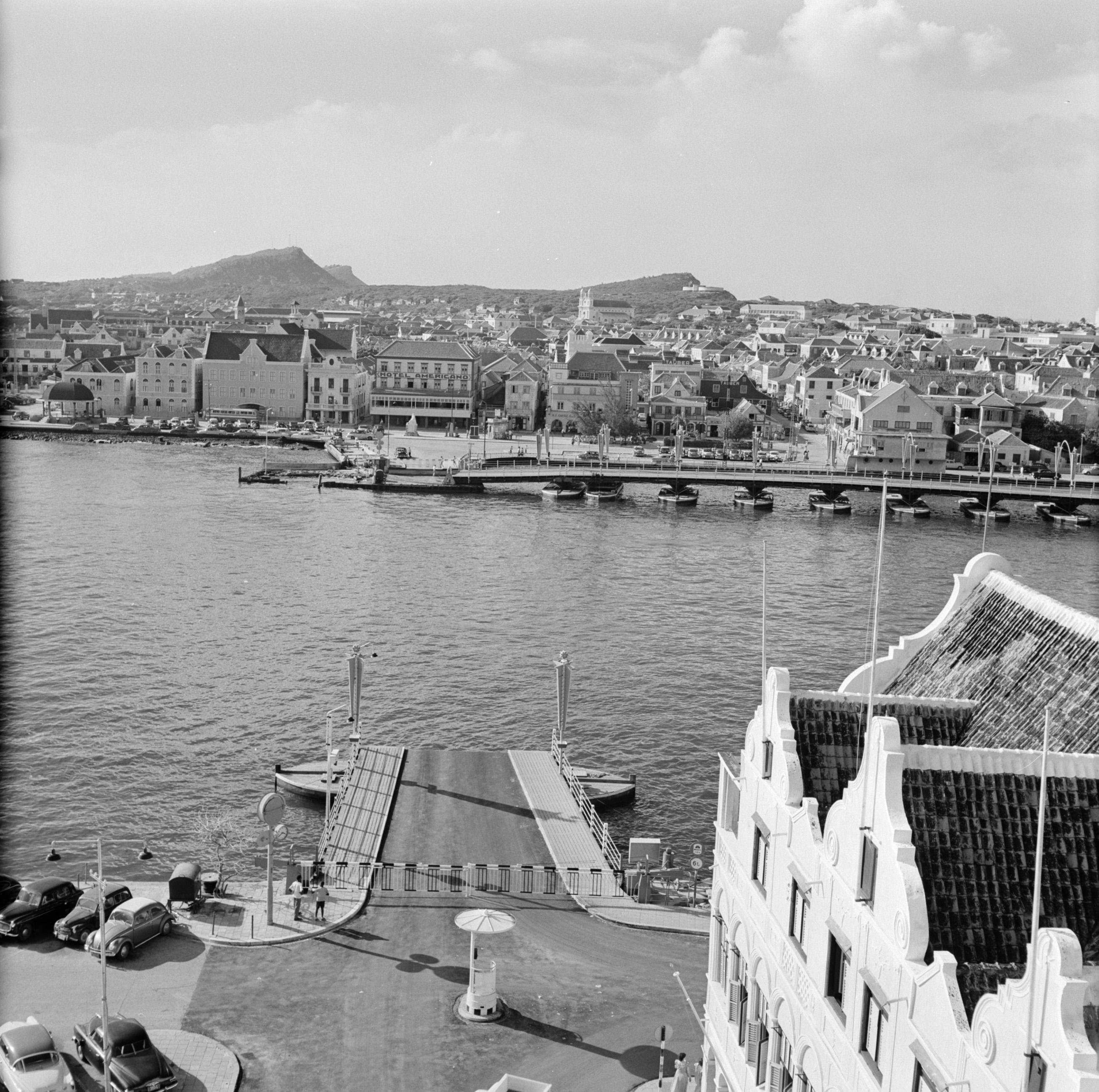
Le pont ouvert

Il a été nommé en l'honneur de la reine Emma de Waldeck-Pyrmont, reine consort des Pays-Bas du 7 janvier 1879 au 23 novembre 1890 et régente du royaume jusqu'au 31 août 1898.

## Historique
Le pont a été construit en 1888 et a été entièrement rénové en 1939, 1961, 1983-1986 et 2005-2006. Les arches lumineuses ont été installées en 1955 pour célébrer la visite royale de la reine Juliana et du prince Bernhard.

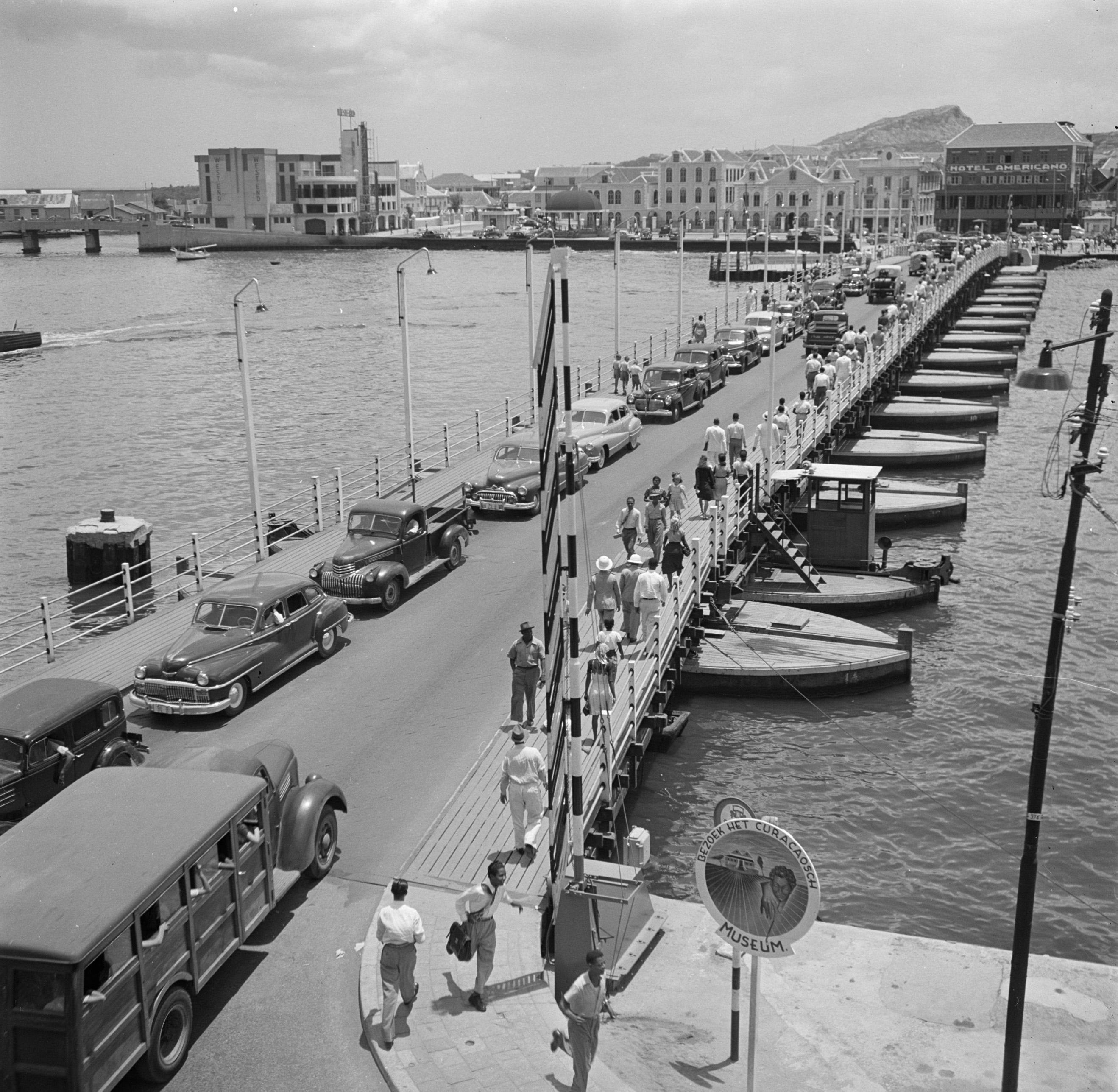
Le pont en 1947, avant la mise en lumière, et montrant le poste de commande.

Pont à péage de 1901 à 1934, les personnes sans chaussures (donc pauvres) étaient autorisées à le traverser sans payer. Lorsque le pont s'ouvre, deux bacs gratuits prennent le relais pour faire passer les piétons. La circulation motorisée a cessé en 1974, date de la mise en service du pont Reine Juliana. Localement, le pont est connu sous le nom de "Swinging Old Lady" puisqu'il se dirigera vers le côté Otrabanda de Willemstad.

## Description
Le pont Reine Emma est un pont flottant et tournant, en bois, le seul de ce type dans le monde. 

## Galerie

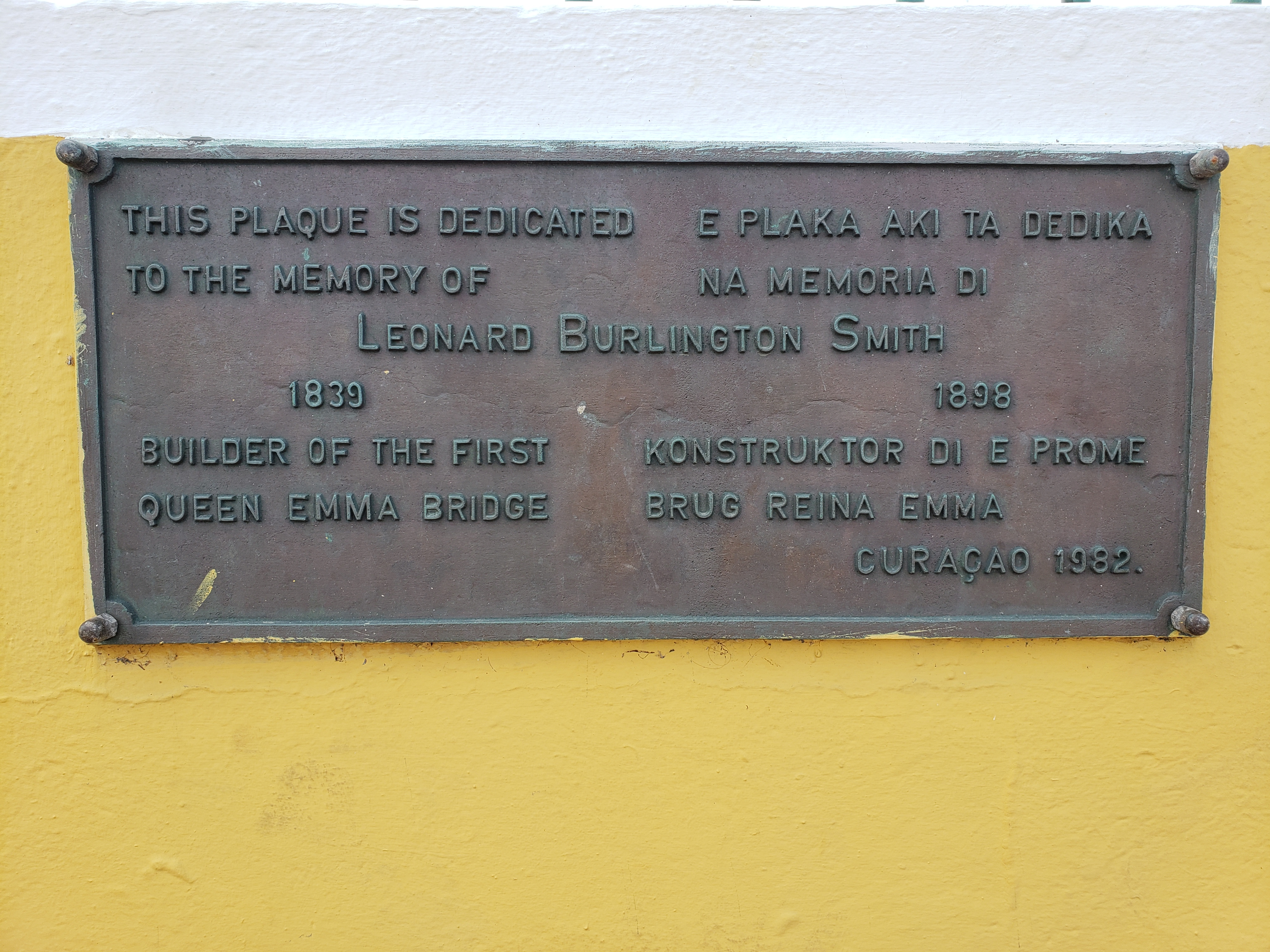
Plaque historique pour la construction du pont Reine Emma
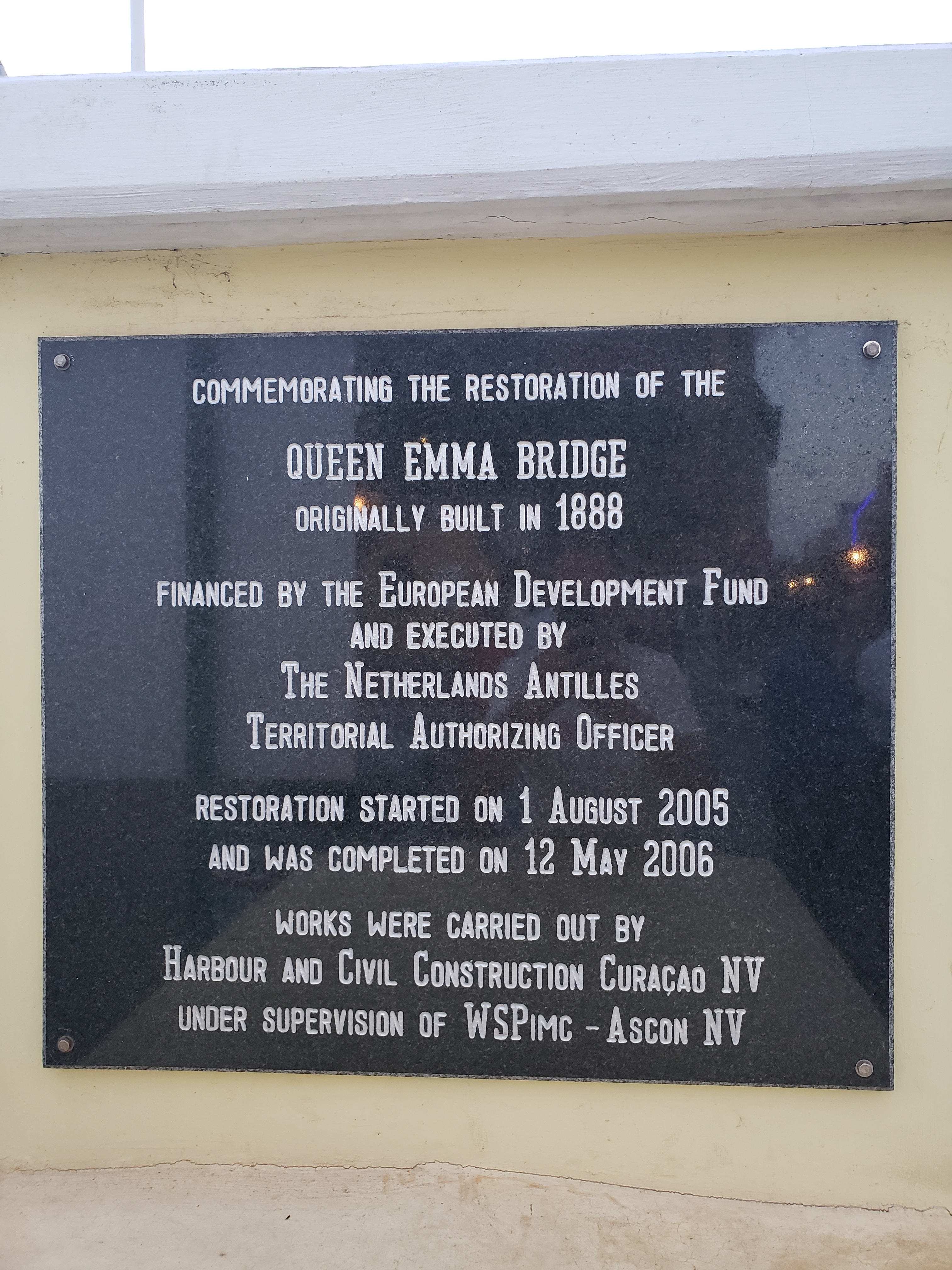
Plaque historique pour la restauration du pont Reine Emma
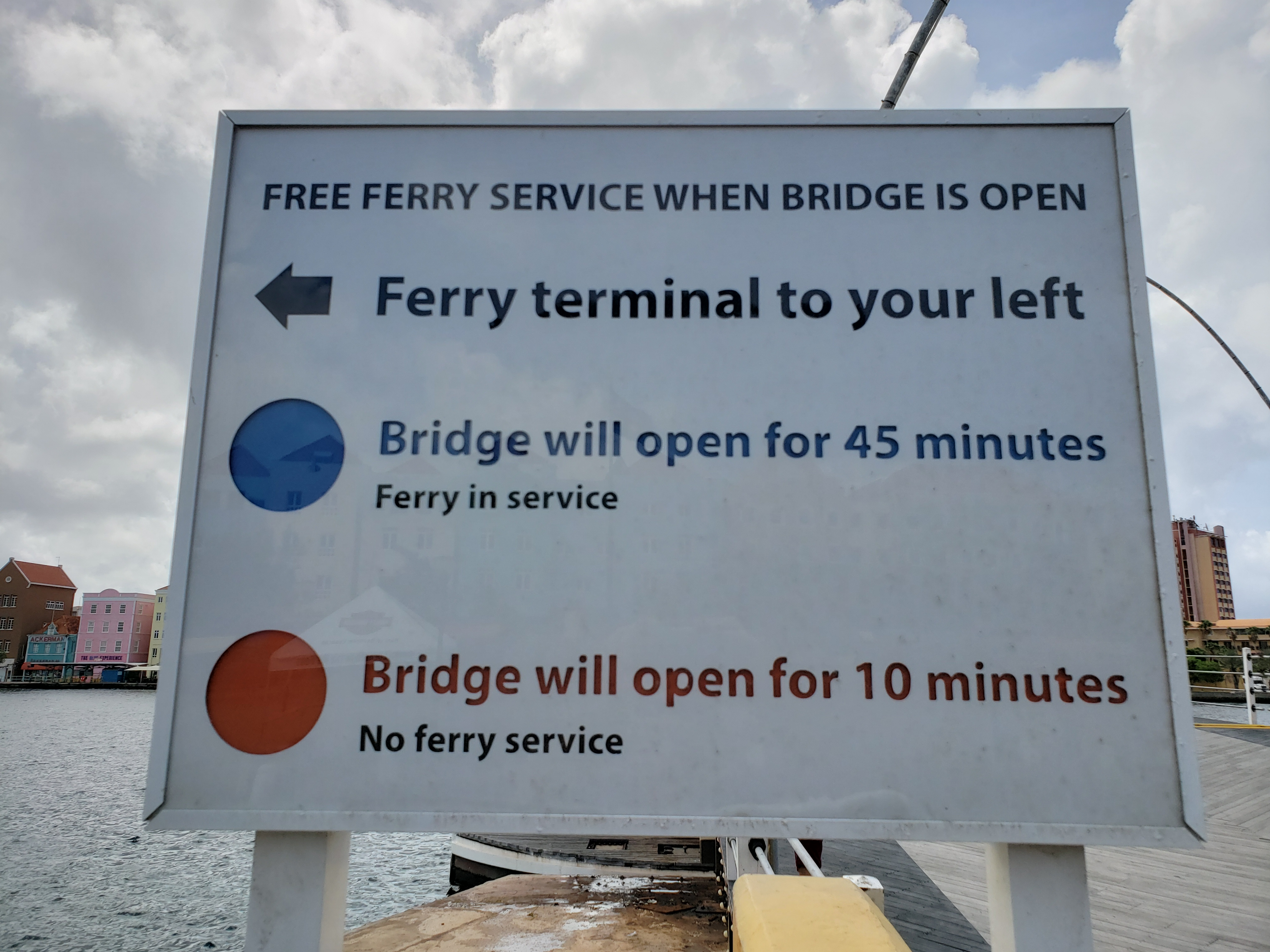
Panneau indiquant la disponibilité des bacs en cas d'ouverture du pont
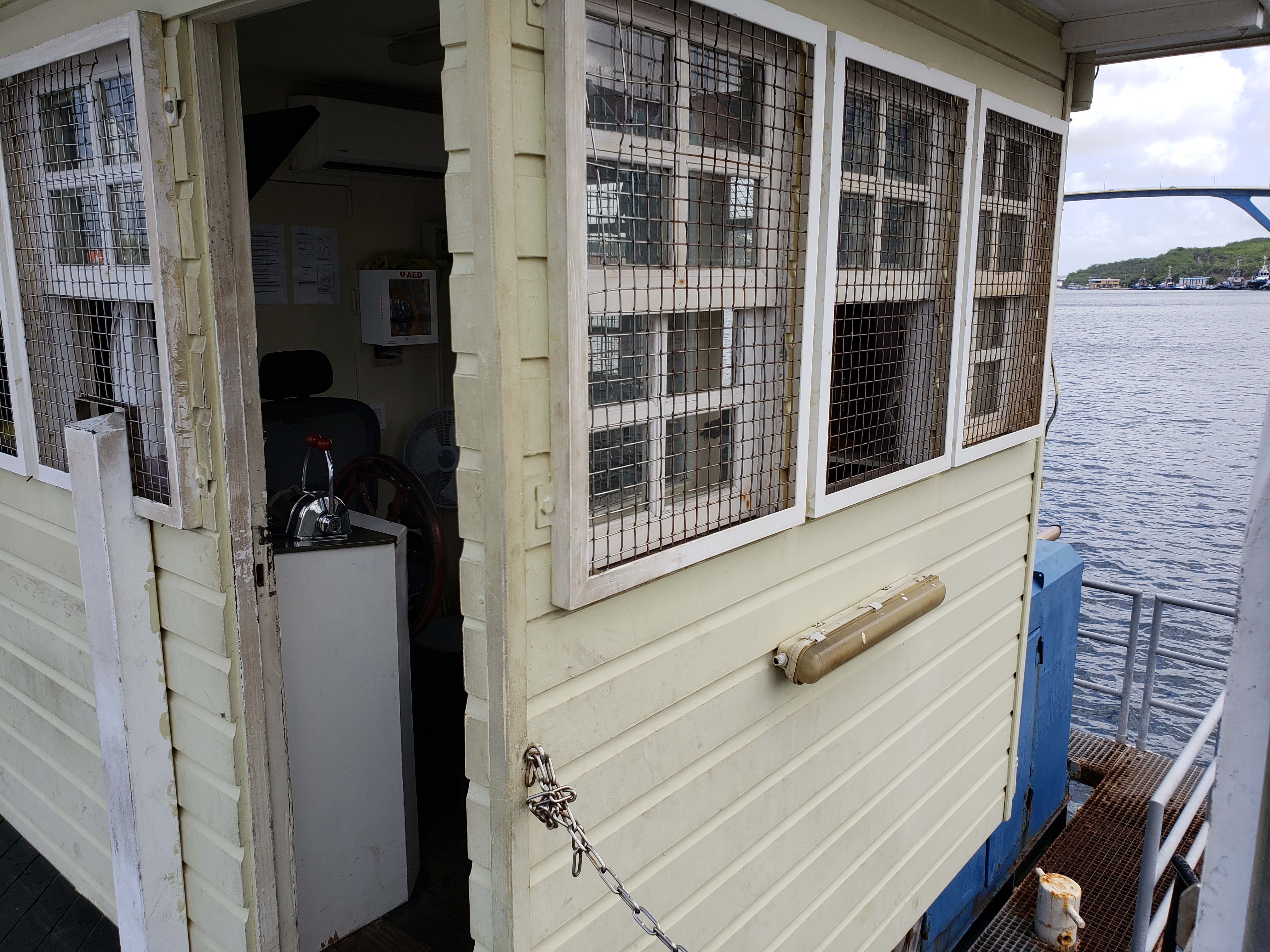
Poste de commande du pont
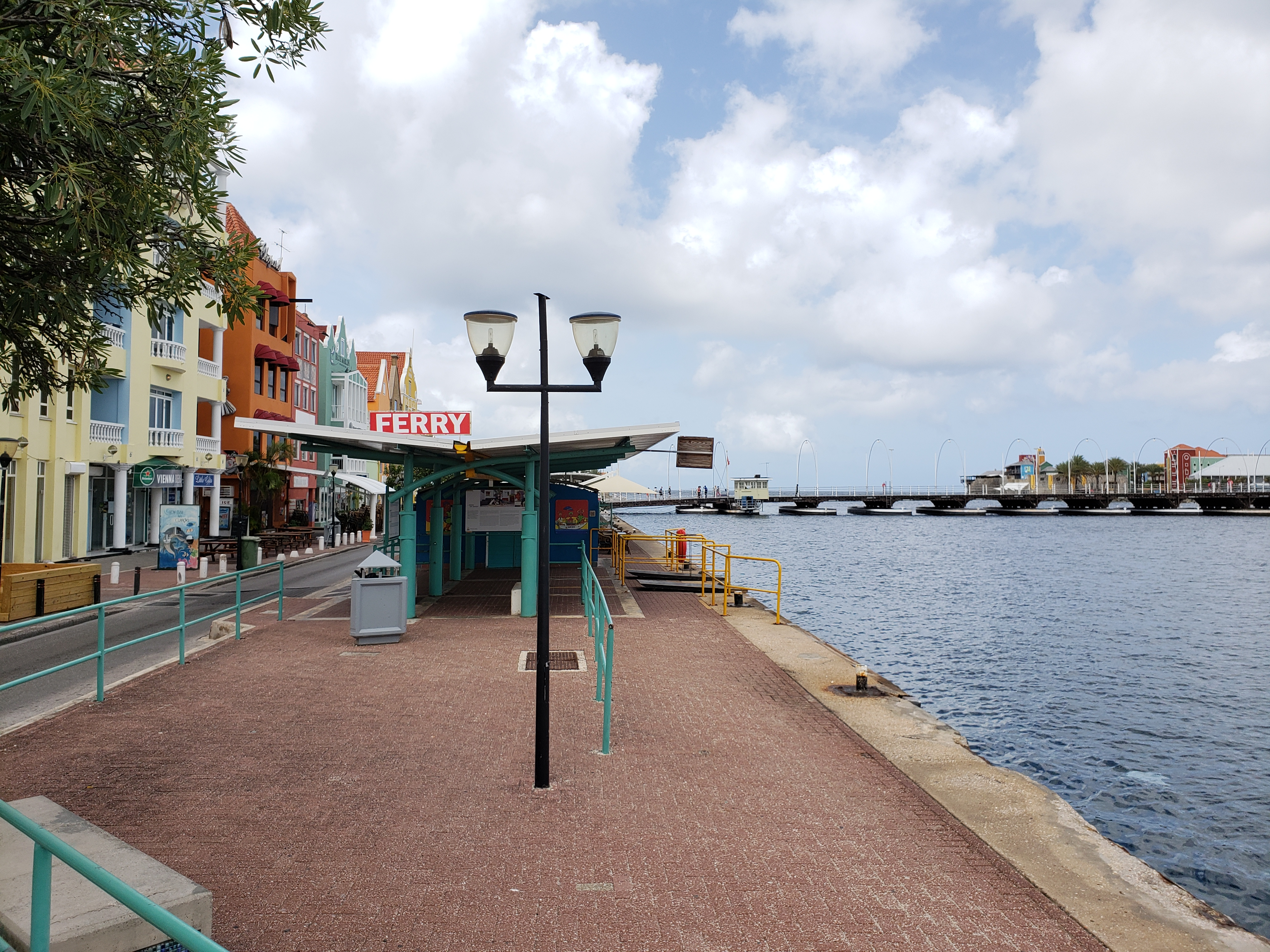
Embarcadère des bacs et pont Reine Emma avec le poste de commande à gauche
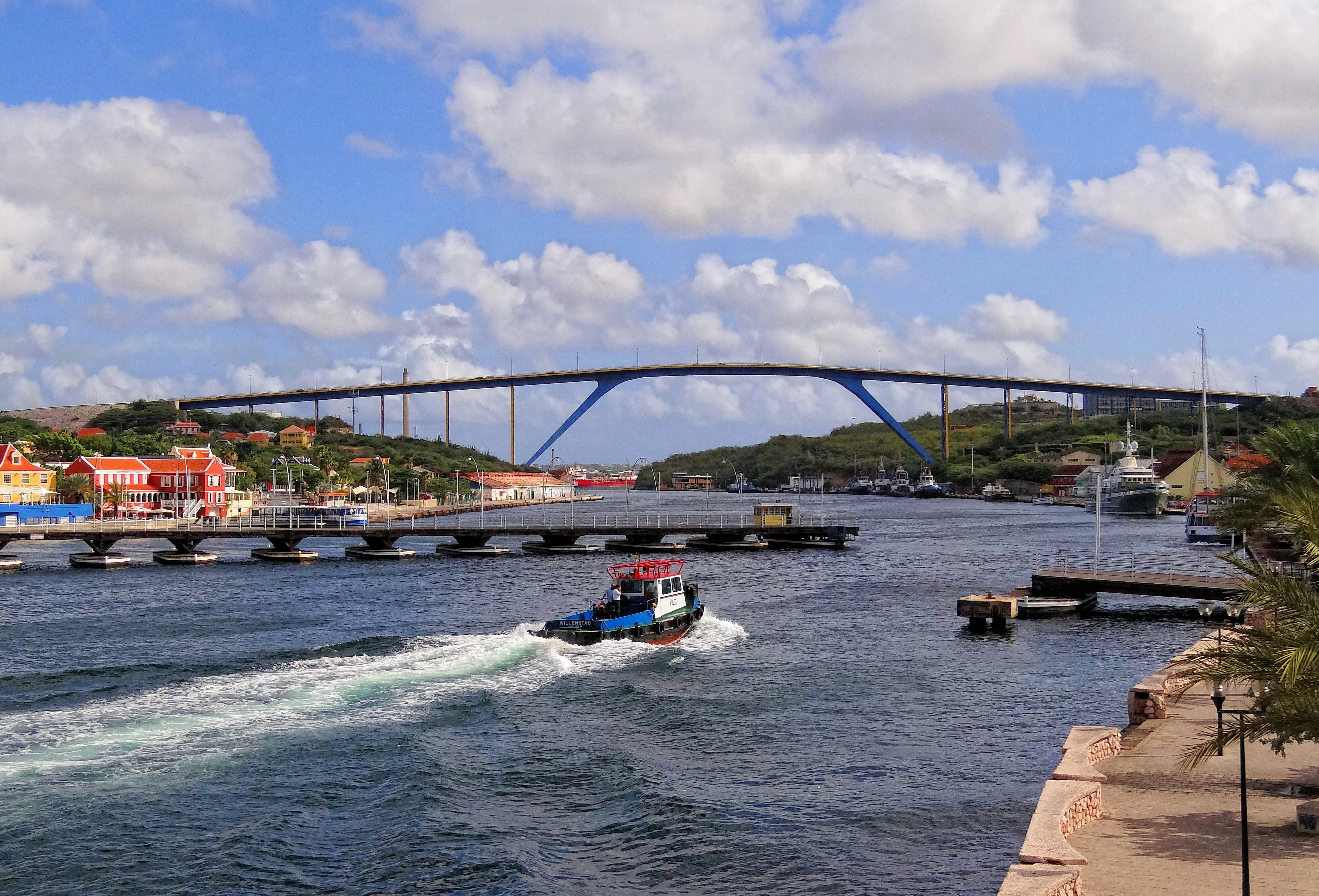
Le pont Reine Emma et le pont Reine Juliana en arrière-plan
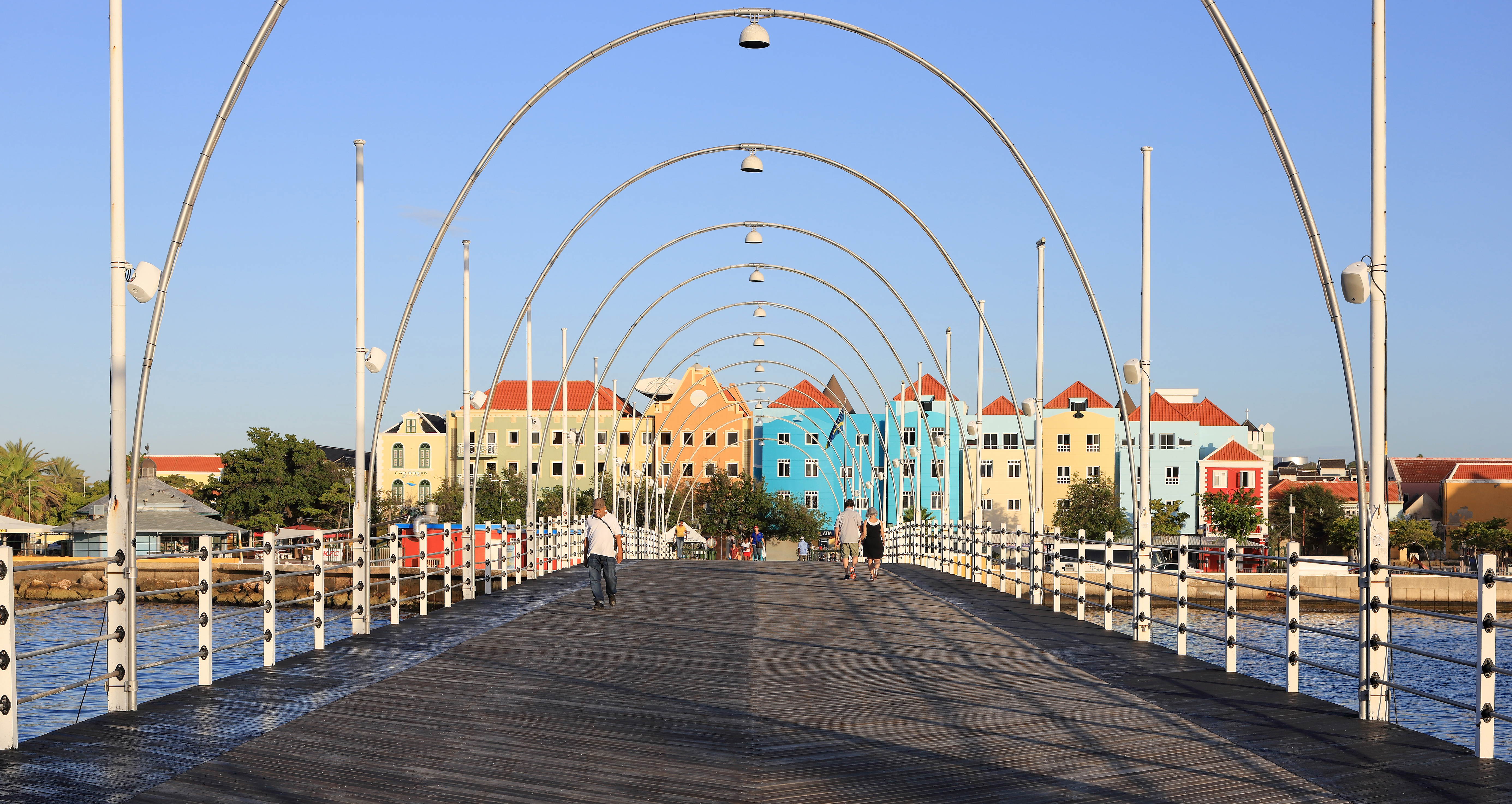
Sur le pont de la reine Emma. La vue vers le quartier de Otrobanda; Février 2020.